# Coupe de Gambie de football

La Coupe de Gambie de football a été créée en 1965. Une Coupe locale existait avant l'indépendance en 1965.Le Wallidan FC est de loin le club le plus titré de la compétition avec vingt-trois succès.

## Palmarès
- 1966 : Adonis Bathurst
- 1967 : Adonis Bathurst
- 1968 : Augustinians
- 1969 : Real Banjul 2-1 Young Lions
- 1970 : Real Banjul 2-1 White Phantoms
- 1971 : Wallidan FC
- 1972 : Wallidan FC
- 1973 : Wallidan FC
- 1974 : Wallidan FC
- 1975 : Gambia Ports Authority FC bt Real Banjul
- 1976 : Wallidan FC
- 1977 : Wallidan FC
- 1978 : Wallidan FC
- 1979 : Dingareh
- 1980 : Gambia Ports Authority FC bt Real Banjul
- 1981 : Wallidan FC
- 1982 : Starlight Banjul
- 1983 : Hawks FC
- 1984 : Wallidan FC
- 1985 :  Starlight Banjul
- 1986 : Wallidan FC
- 1987 : Wallidan FC 5-1 Hawks FC
- 1988 : Wallidan FC
- 1989-1991 : pas de coupe
- 1992 : Wallidan FC - Peak Marwich
- 1993 : Wallidan FC 2-1 Real Banjul
- 1994 : Wallidan FC
- 1995 : Mass Sosseh
- 1996 : Hawks FC
- 1997 : Real Banjul 1-0 Hawks FC
- 1998 : Wallidan FC 1-1 1-1 (tab 4-3) Gambia Ports Authority FC
- 1999 : Wallidan FC 1-1 (tab 4-3) Mass Sosseh
- 2000 : Steve Biko FC 1-1 (tab 4-2) Wallidan FC
- 2001 : Wallidan FC 3-0 Blackpool (Serrekunda East)
- 2002 : Wallidan FC 1-0 Real Banjul
- 2003 : Wallidan FC 1-0 Hawks FC
- 2004 : Wallidan FC 1-1 (tab 9-8) Armed Forces FC
- 2005 : Bakau United 4-1 ap Wallidan FC
- 2006 : Hawks FC 3-0 Steve Biko FC
- 2007 : Gambia Ports Authority FC 1-0 Hawks FC
- 2008 : Wallidan FC 2-2 (tab 4-2) Samger Football Club
- 2009 : Young Africans Banjul 0-0 (tab 3-1) Gamtel FC
- 2010 : Gamtel FC 3-0 Hawks FC
- 2011 : Gamtel FC 2-0 Gambia Ports Authority FC
- 2012 : Gamtel FC 3-0 Interior FC
- 2013 : Gamtel FC 1-1 (tab 3-1) Seaview FC
- 2014 : Banjul United 1-0 Hawks FC
- 2015 : Wallidan FC 2-0 Gamtel FC
- 2016 : Brikama United 1-0 Bombada United
- 2017 : Hawks FC 1-1 (tab 7-6) Real Banjul
- 2018 : Armed Forces FC 4-3 Brikama United
- 2019 : Real Banjul 1-0 Red Hawks
- 2020 et 2021 : annulé en raison de la pandémie de Covid-19
- 2022 : Wallidan FC 0-0 (tab 4-2) Brikama United
- 2023 : non disputé
- 2024 : Medina United FC 0-0 (tab 3-2) Today Makes Tomorrow FC
- 2025 : Greater Tomorrow FA 0-0 (tab 3-2) Today Makes Tomorrow FC